# Corpus Christi en Laguna de Negrillos

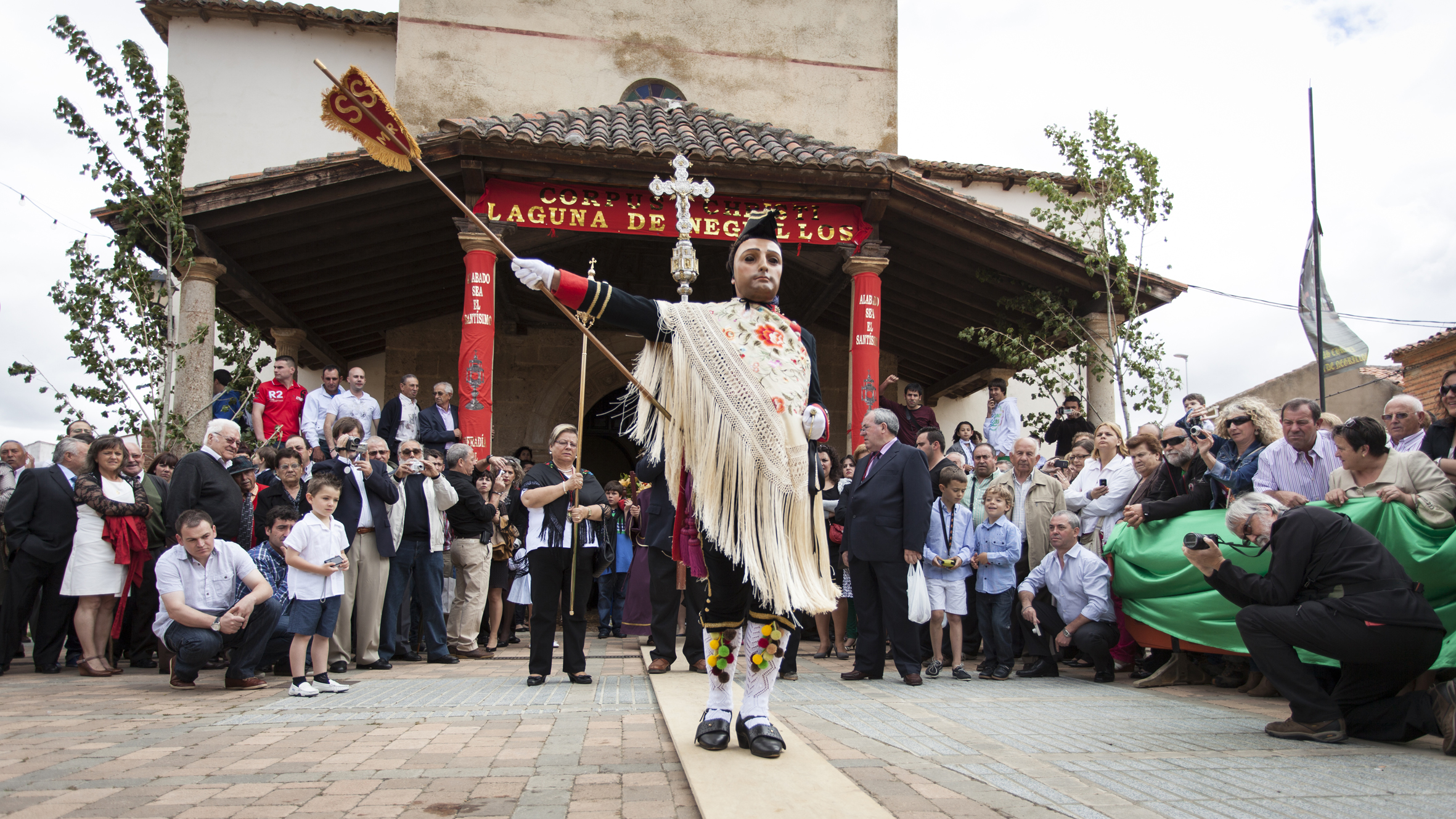
Corpus Christi

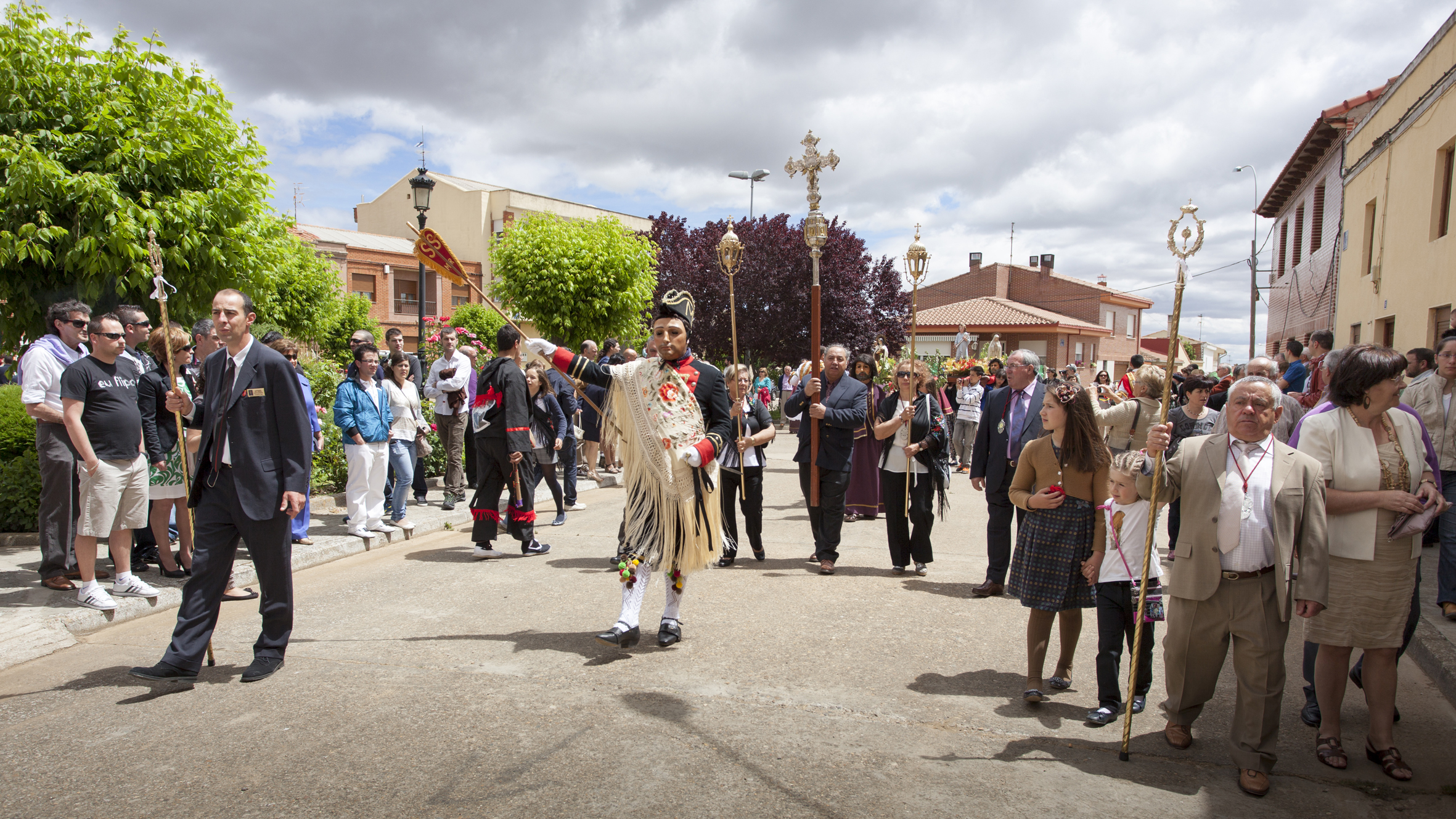
Corpus Christi

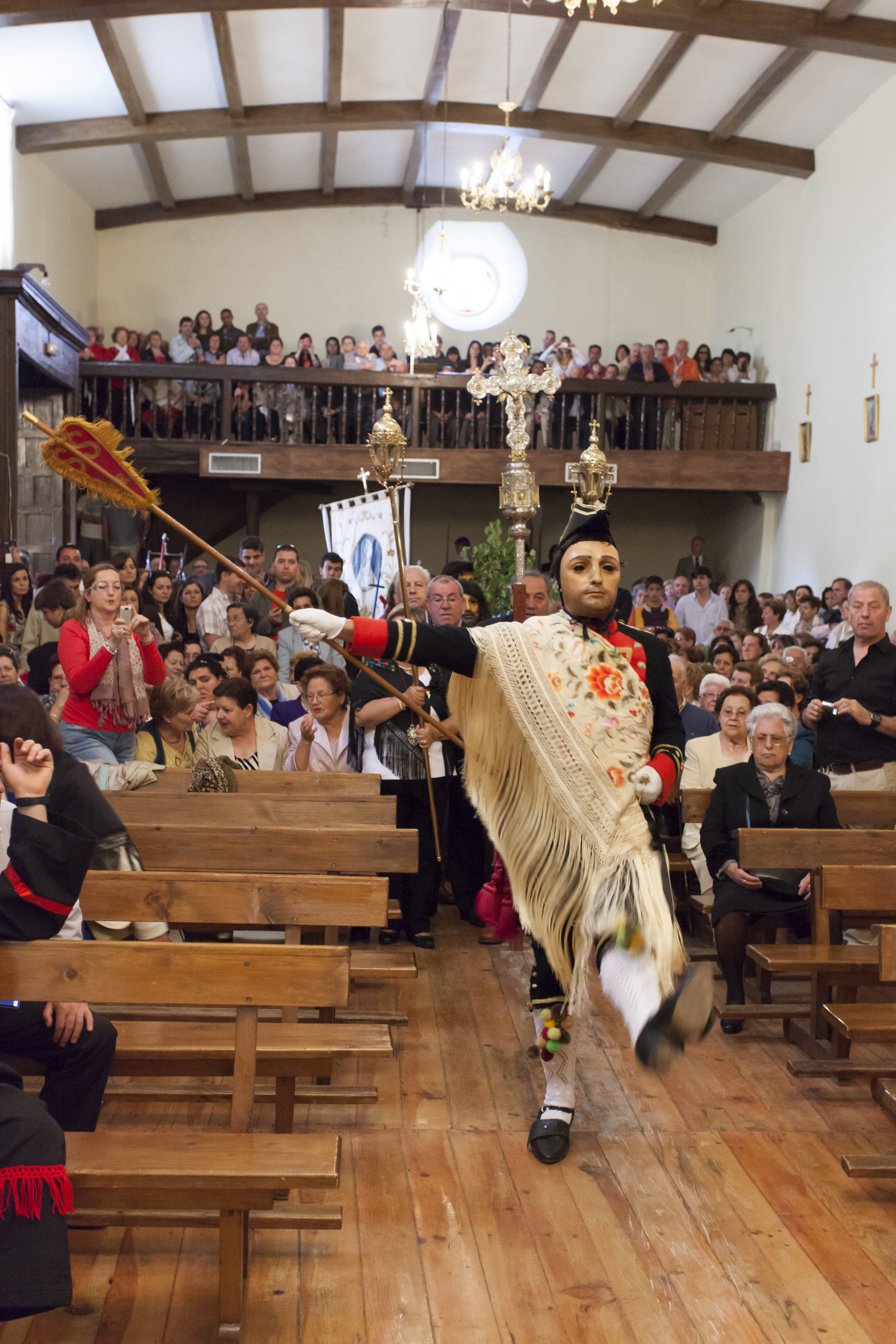
Corpus Christi

La solemnidad del Corpus Christi en Laguna de Negrillos, de gran raigambre entre sus gentes, destaca ante todo por su peculiar procesión. Es esta una celebración que parece haber permanecido ajena al transcurrir de los años y en la que se mezclan la luz y el color, lo sagrado y lo profano, la tradición y el mito, el firme taconear de un arrogante San Sebastián y el caminar descalzo de un humilde San Juan Bautista, que hacen de ella un evento de gran valor antropológico y cultural de nuestro país.
Sus comienzos, de difícil precisión, se enmarcan entre los siglos XVI y XVII, siendo organizada a partir de 1648 por la Cofradía del Señor Sacramentado. Su origen como representación en un día festivo de una moralidad o auto sacramental hacen que esta procesión sea una huella viva de lo que fueran los primeros pasos de teatro español y que aún hoy podemos admirar con todo rigor, como lo manifiesta el tradicional uso de las caretas.
En esta fiesta instituida en honor al Santísimo Sacramento siendo este su verdadero protagonista es, sin embargo, la actuación de San Sebastián la que atrae mayor atención.
San Sebastián, es el personaje protagonista de la procesión, representa al centurión romano (s. III d. C.) que por su fe cristiana fue martirizado. Sin embargo, causa extrañeza su anacrónica vestimenta y caminar militar que pueden encontrar su explicación en las adaptaciones, a personajes españoles de la época, que se hicieron en el teatro moderno de los personajes históricos y bíblicos.
En su recorrido trata de negar al público su fe cristiana, que finalmente reconoce cuando realiza una venia con la cara descubierta ante el Santísimo tras lo cual se va presuroso. Siguiendo sus pasos e intercalados con las imágenes van los Apóstoles (excepto Judas Iscariote), San Miguel, San Juan Bautista, San Juan Evangelista y Jesucristo. Junto a ellos, los danzantes representan, según la tradición, ángeles que custodian la Sagrada Forma y a la que nunca dan la espalda.
Los actos centrales son celebrados en la Plaza del Santísimo Sacramento, los cuales son: 
- La Venia, realizada por San Sebastián de cara al público menospreciando el altar.
- El baile de Las Vueltas de los danzantes en honor al Señor.
- La presentación y veneración del Santísimo Sacramento.

Procesionan en orden de salida: San Sebastián, San Matías, imagen de Santa Teresa de Jesús, San Simón, imagen de La Milagrosa, San Tadeo, imagen del Niño Jesús, Santiago el Mayor, imagen de Santa Marina, San Mateo, imagen de San Antonio, Santo Tomás, imagen de la Virgen de Fátima, San Bartolomé, imagen de San Isidro, San Miguel, imagen de la Virgen del Carmen, San Felipe, imagen de la Virgen del Rosario, San Juan Bautista, imagen de la Inmaculada Concepción, San Andrés, imagen del Inmaculado Corazón de María, San Pedro, imagen del Sagrado Corazón de Jesús, Santiago el Menor, Jesucristo y San Juan Evangelista. Junto a todos ellos, los 8 danzantes, abriendo paso, 2 birrias que representan el diablo y cerrando el cortejo procesional el Santísimo Sacramento, la Corporación Municipal del Ayuntamiento y vecinos.
El itinerario procesional, es el siguiente: Salida de la Iglesia de San Juan Bautista, Calle Alonso Mansilla, Calle Procesión Corpus Christi, Plaza del Santísimo Sacramento (actos centrales), Calle Pedro Llamas, Ermita de Nuestra Señora del Arrabal (celebración de la Santa Misa), Calle Pedro Llamas, Plaza del Santísimo Sacramento, Calle La Constitución, Iglesia de San Juan Bautista.
La procesión es celebrada cada año el Domingo de la semana del jueves de Corpus Christi a las 12 horas del mediodía.
- Datos: Q17627979
- Multimedia: Corpus Christi solemnity in Laguna de Negrillos / Q17627979